# Nokia 7360
Nokia 7360 là chiếc điện thoại di động được ra mắt vào năm 2006, cùng với Nokia 7370 và 7380, 7360 là một trong những phiên bản của "L'Amour Collection". Máy được thiết kế dạng thanh với thân máy được ứng dụng những kỹ thuật thủ công như tráng men và chạm khắc kim loại.
Tính năng của 7360 khá đa dạng với bộ trình duyệt WAP 2.0, nhạc chuông MP3, AAC và  âm thanh thực 24 âm sắc. Bên cạnh đó, máy còn được tích hợp camera 0,3 Megapixel với độ phân giải 640x480 pixel. Tuy nhiên khả năng lưu trữ của Nokia 7360 không lớn khi bộ nhớ trong chỉ có 4MB và không hỗ trợ thẻ nhớ.

## Tổng quan
| Đặc tính        | Chi tiết kỹ thuật    |
| --------------- | -------------------- |
| Form factor     | Dạng thanh           |
| Màu sắc         | Hồng, vàng, nâu, đen |
| Hệ điều hành    | Nokia OS             |
| Màn hình        | 160x128 pixels       |
| Kích cỡ         | 105 x 45 x 18mm      |
| Bộ nhớ trong    | 4 MB                 |
| Camera          | VGA 640x480 pixels   |
| Quay video      | Có                   |
| Định dạng video | 3GP                  |
| Hồng ngoại      | Có                   |
| Chia sẻ dữ liệu | Có, USB 1.0          |
| GPRS            | Có                   |
| Email           | Có                   |
| Radio           | Có, Stereo FM Radio  |
| Xem vdeo        | Có                   |
| Nhạc đa âm      | Có, 24 âm sắc        |
| Offline mode    | Không                |
| PinBattery      | BL-5B (850 mAh)      |
| Thời gian gọi   | 4,5 giờ (GSM)        |
| Thời gian chờ   | 415 giờ              |

## Hình ảnh

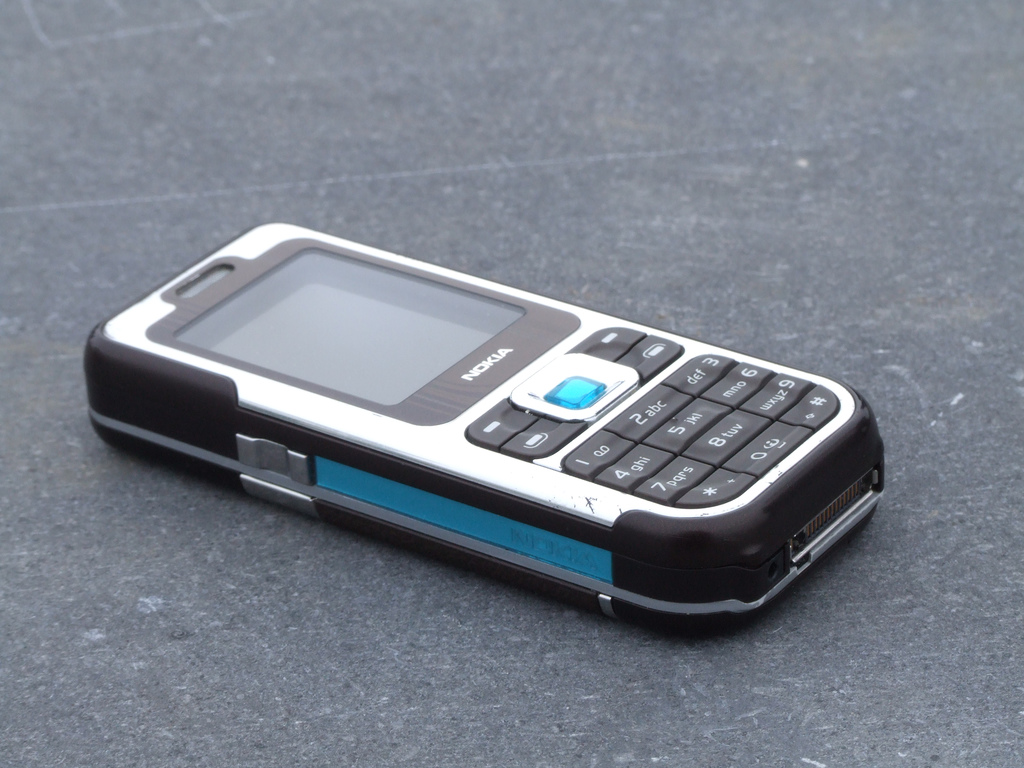
Nokia 7360
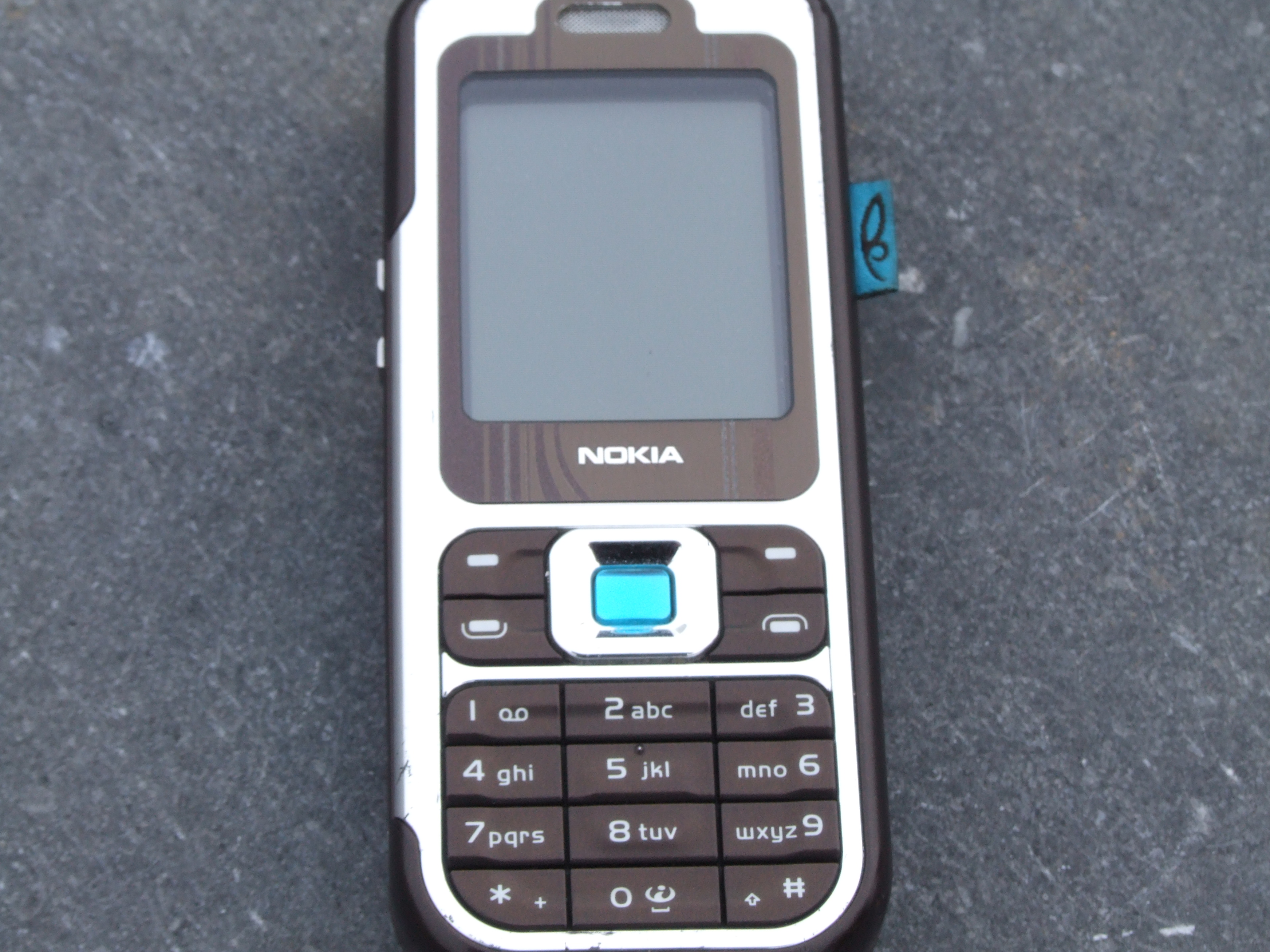
Nokia 7360